# Trasformazione geometrica piana

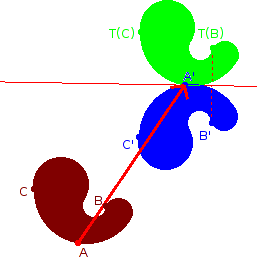
Un'isometria vista come decomponendo la parte di traslazione e la parte di simmetria assiale

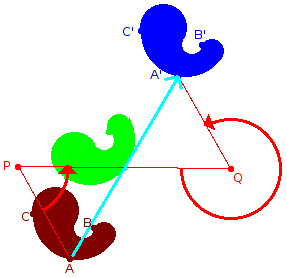
Una doppia rotazione rispetto due centri diversi corrisponde a una traslazione

Una trasformazione geometrica piana è una corrispondenza biunivoca del piano con se stesso che conserva qualche proprietà geometrica del piano, associando a ogni punto del piano un punto del piano stesso. In altre parole per trasformazione geometrica piana si intende un'applicazione dei punti del piano in punti dello stesso piano (cioè un'endofunzione del piano) che risulti invertibile e che non modifichi determinati elementi del piano o determinate funzioni dei punti del piano. Si può anche definire come una funzione biiettiva del piano in sé. 
Nello studio di una trasformazione piana risulta particolarmente utile la conoscenza degli eventuali punti che non vengono modificati. Un tale punto viene chiamato punto unito della trasformazione; si tratta di un punto fisso dell'endofunzione costituita dalla trasformazione, ovvero di un punto invariante per l'applicazione. L'individuazione degli insiemi di trasformazioni geometriche piane che non modificano determinate proprietà geometriche risulta sempre collegata all'individuazione di proprietà di simmetria di qualche figura geometrica.

## Trasformazioni geometriche nel piano reale

### Isometrie piane
Tra le principali trasformazioni geometriche del piano reale si annoverano le isometrie, cioè le particolari trasformazioni geometriche che conservano la distanza tra punti.
Le isometrie del piano si possono classificare in:
- traslazioni,
- rotazioni,
- simmetrie centrali,
- simmetrie assiali.

### Trasformazioni piane non isometriche
Tra le molte trasformazioni geometriche del piano che non mantengono necessariamente le distanze, si ricordano, in particolare, l'omotetia e la similitudine nel piano, trasformazioni del piano che conservano i rapporti tra le distanze, e l'affinità, trasformazione geometrica che conserva il parallelismo di rette.
Dalle definizioni date segue che le isometrie sono particolari similitudini e che queste sono particolari affinità.

## Trasformazioni geometriche nel piano complesso
Le trasformazioni geometriche introdotte nel piano reale possono essere utilmente riesaminate alla luce della corrispondenza biunivoca tra numeri complessi e punti del piano cartesiano.

### Rivisitazione delle isometrie
Data un'isometria piana, può essere utile riuscire a stabilire se può essere considerata:
- una traslazione nel piano complesso,
- una rotazione nel piano complesso,
- una simmetria assiale nel piano complesso,
- una simmetria centrale nel piano complesso.

### Le altre trasformazioni
Anche altre trasformazioni geometriche possono essere rilette utilmente nel piano complesso; in particolare si considerano:
- l'omotetia nel piano complesso,
- la similitudine nel piano complesso.

### Trasformazioni geometriche piane e produzione artistica
La natura offre molti esempi di trasformazioni geometriche piane: basti pensare alla simmetria di alcune foglie o alle numerose forme che possono assumere i fiocchi di neve.
La suggestione e la bellezza della regolarità delle figure ottenibili o caratterizzabili attraverso specifiche trasformazioni geometriche ha da sempre affascinato l'uomo. Questo ha indotto gli uomini, fin dai tempi più antichi, a riversare l'osservazione delle figure simmetriche nelle produzioni artistiche. Esempi di trasformazioni geometriche piane, utilizzate in modo in genere matematicamente non consapevole, si trovano nelle decorazioni di moltissimi manufatti e nella struttura di numerosi edifici; in particolare nell'arte araba e nelle civiltà precolombiane.